# آر. جي. هاريس
آر. جي. هاريس هو عسكري وسياسي أمريكي، ولد في 16 نوفمبر 1972 في ريفرسايد في الولايات المتحدة. نشط حزبياً في الحزب الجمهوري والحزب الديمقراطي.

## وصلات خارجية
- الموقع الرسمي